# Dieulafoy-Ulcus
Ein Dieulafoy-Ulcus (Dieulafoy-Läsion oder Exulceratio simplex) ist eine seltene Form eines blutenden Magengeschwürs (Ulcus ventriculi), das bei einer angeborenen Anomalie von Blutgefäßen der Magenwand entstehen kann.
Das Dieulafoy-Ulcus ist nach dem französischen Arzt Paul Georges Dieulafoy (1839–1911) benannt, der das Phänomen erstmals im Jahr 1898 beschrieb und als Exulceratio simplex bezeichnete.

## Häufigkeit
Das Dieulafoy-Ulcus ist eine seltene Erkrankung und macht weniger als ein Prozent aller Magengeschwüre aus. Typischerweise tritt es im mittleren Alter auf und Männer leiden häufiger daran als Frauen. Eine Assoziation mit terminalen Lebererkrankungen wird diskutiert.

## Krankheitsentstehung
Beim Dieulafoy-Ulcus ist eine Arteriole oder kleine Arterie bis zum etwa zehnfachen des normalen Durchmessers vergleichbarer Gefäße geweitet (1 bis 5 mm), oft schraubenartig verdrillt und liegt wesentlich näher an den schleimhautnahen Schichten der Magenwand. Das ähnlich einem Aneurysma erweiterte und dünnwandigere Gefäß reicht bis zur Muskelschicht der Magenschleimhaut (Muscularis mucosae), wo es im Falle einer Magenschleimhautentzündung sehr leicht zu einer Ruptur des Gefäßes mit lebensbedrohlichen Blutungen kommen kann. Es wird vermutet, dass die mechanische Störung der Magenschleimhaut, die von dem pulsierenden Gefäß verursacht wird, zur Entstehung des Ulcus wesentlich beiträgt.

## Lokalisation
Prinzipiell kann ein Dieulafoy-Ulcus an allen Stellen der Magenschleimhaut entstehen, weit überwiegend jedoch im Bereich des Mageneingangs und der kleinen Kurvatur. Ein Dieulafoy-Ulcus kann auch außerhalb des Magens vorkommen, beispielsweise im Dickdarm, Dünndarm, Zwölffingerdarm oder der Speiseröhre.

## Symptome und Diagnostik
Die Symptome äußern sich in einer gastrointestinalen Blutung, Bluterbrechen und möglicher Schocksymptomatik (Volumenmangelschock). Etwa fünf Prozent der gastrointestinalen Blutungen beim Erwachsenen werden auf ein Dieulafoy-Ulcus zurückgeführt. Bei einer endoskopischen Untersuchung kann die Anomalie ein Zufallsbefund sein, die dann vor Eintreten einer Blutung behandelt werden kann.

## Therapie
Die endoskopische Blutstillung mittels Klammer (Clip) ist die primär indizierte Versorgungsmethode. Die Verödung des Gefäßes gilt als weniger effektiv. Bei Versagen dieser Methoden kann eine Gummibandligatur versucht werden.
Bei Rezidivblutung oder Unmöglichkeit der endoskopischen Versorgung muss eine operative Therapie erwogen werden. Methode der Wahl ist die Exzision des die Läsion tragenden Wandanteils.